# Wolfgang Meibeyer

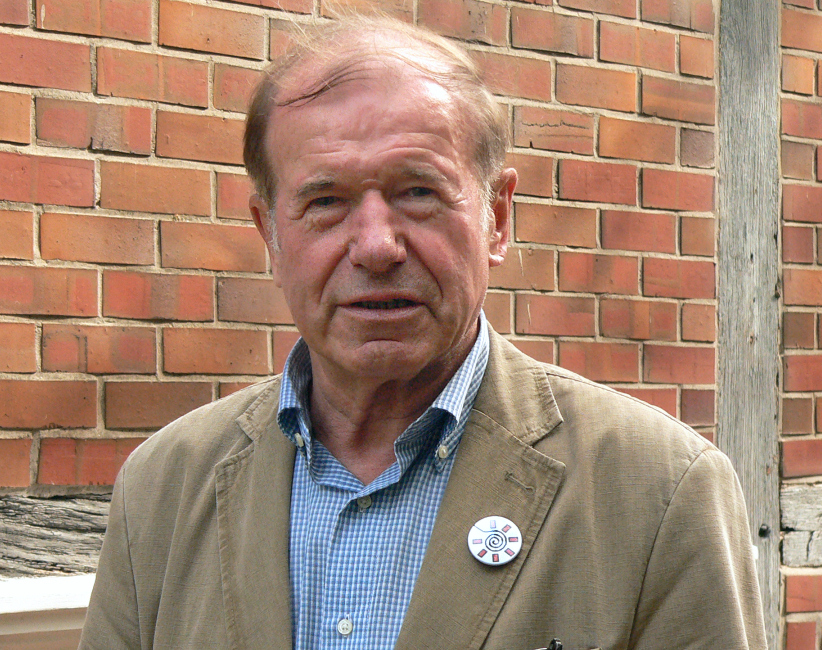
Wolfgang Meibeyer (2015)

Wolfgang Meibeyer (* 11. August 1938 in Braunschweig) ist ein deutscher Geograph. Er war Professor für Geographie am Institut für Geoökologie der Technischen Universität Braunschweig.
Meibeyer legte 1958 das Abitur an der Gaußschule ab. Sein Interesse gilt der Siedlungsgeografie, insbesondere zwischen Harz und Lüneburger Heide. Aufgrund sogenannter Fluranalysen gelangte er zu neuen Erkenntnissen zu zahlreichen Ortschaften in dieser Region, insbesondere zur Entstehungszeit und Entwicklung der Siedlungen sowie zu deren Wüstfallen. Insbesondere engagiert er sich zur Rundlingsforschung im Hannoverschen Wendland. 1969 gehörte er zu den Gründungsmitgliedern des in Jameln ansässigen Rundlingsvereins und ist seit 2014 dessen Ehrenmitglied.

## Schriften (Auswahl)
- Geographische Landesaufnahme: Die naturräumlichen Einheiten auf Blatt 74 Salzwedel. Bundesanstalt für Landeskunde, Bad Godesberg 1970. → Online-Karte (PDF; 4,7 MB)
- Geographische Landesaufnahme: Die naturräumlichen Einheiten auf Blatt 58 Lüneburg. Bundesanstalt für Landeskunde, Bad Godesberg 1980. → Online-Karte (PDF; 4,8 MB)
- Ursprung und Entwicklung von Knesebeck im Mittelalter. Festvortrag anlässlich der Eröffnungsveranstaltung zur Feier der 750jährigen Wiederkehr der urkundlichen Ersterwähnung am 29. Januar 1994 in Knesebeck. Selbstverlag W. Meibeyer, Braunschweig 1994.
- Siedlungskundliches über den Papenteich und die Frage seiner -büttel-Orte – Die Besiedelung des alten Nordwaldes zwischen Gifhorn und Braunschweig während des frühen Mittelalters. In: Schriftenreihe des Landkreises Gifhorn. Nr. 22, 2. Auflage. Landkreis Gifhorn und Museums- und Heimatverein Gifhorn e. V., Gifhorn 2004, ISBN 3-929632-70-5.
- Rundlinge und andere Dörfer im Wendland. Weddel 2005, ISBN 3-9810610-0-4.
- mit Wilfried Reichelt: Mittelalterliche Wüstungen im Bereich des Landkreises Gifhorn. Teil 1: Das Gebiet südlich der Aller („Südkreis“), Nr. 29 in der Schriftenreihe des Kreisarchivs Gifhorn, 2015, ISBN 978-3-929632-94-1.
- Gifhorns Wurzeln und Werden im Mittelalter. Schriftenreihe des Stadtarchivs Gifhorn, 2021.
- mit Wilhelm Westermann: Flurgenese und Agrarreformen in der Lüneburger Heide am Beispiel des Dorfes Böddenstedt im Landkreis Uelzen, Beiträge zur Kulturgeschichte der Lüneburger Heide 11, 2021, PD-Verlag GmbH & Co. KG, ISBN 3867078491.